# Herbert Dieden
Herbert Edvard Dieden, född 17 mars 1889 i Malmö, död 26 januari 1980 i Malmö, var en svensk direktör och generalkonsul. Han var son till Berthold Dieden och genom äktenskap 1918 med Thorborg Wehtje, dotter till Ernst Wehtje, far till Carl-Herbert Dieden. 
Dieden blev juris kandidat 1911 och var verkställande direktör i AB Herbert Dieden & Co 1925–1963, därefter styrelseordförande. Han blev dansk konsul 1937 och var generalkonsul 1946–1966. Han var ordförande i Dansk Hjælpeforening, Malmö Yachtklubb, Föreningen för Danmarks konsuler i Sverige och vice ordförande i Svensk-danska föreningen och Sveriges filatelistförening. Makarna Dieden är begravda på Sankt Pauli mellersta kyrkogård i Malmö.